# Weetwood

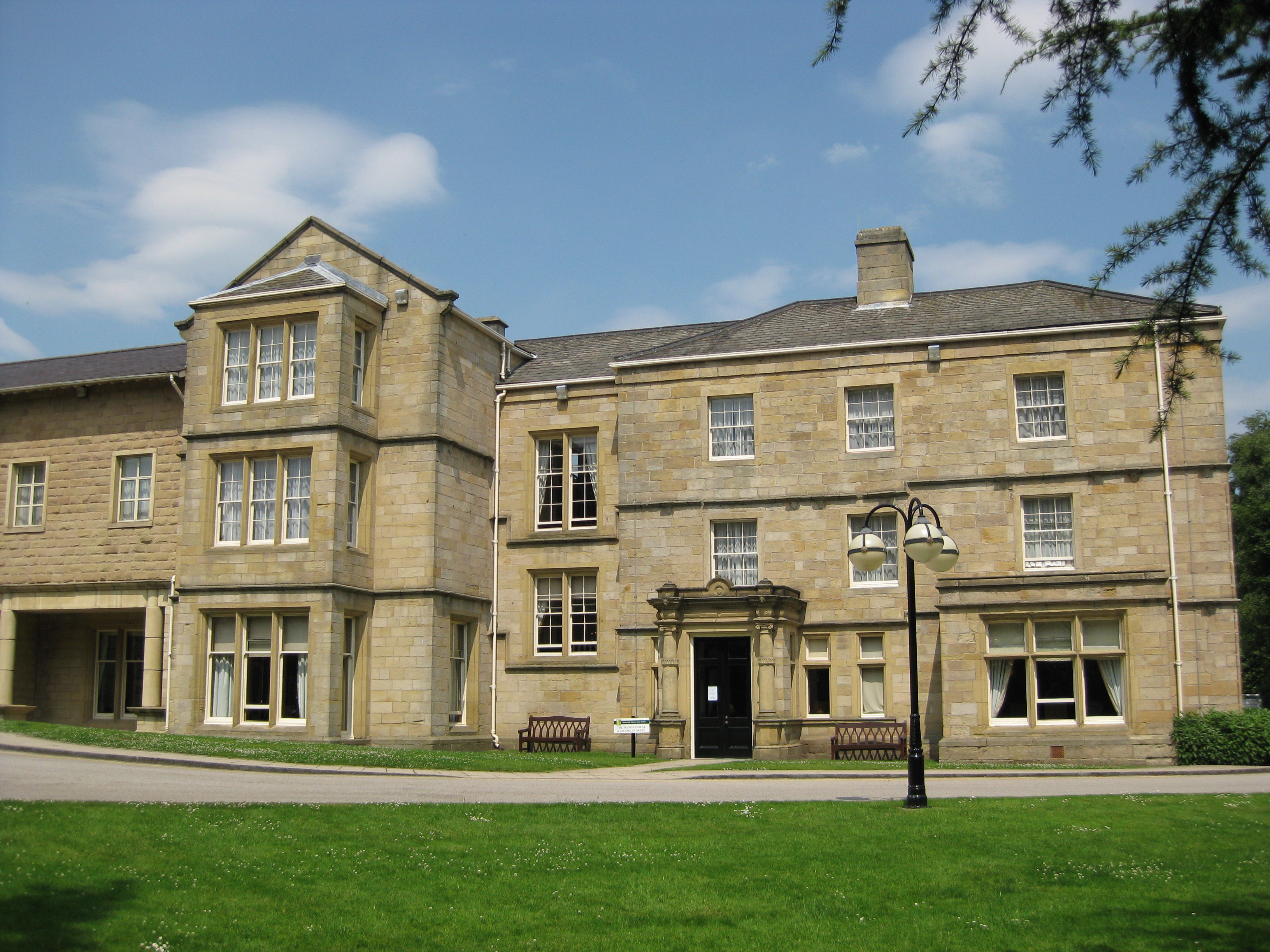
Weetwood

Weetwood är ett område mellan Headingley och Meanwood i nordvästra Leeds, West Yorkshire, England. Området har cirka 20 000 invånare.
Weetwood tillhör Leeds North West valkrets till parlamentet och valkretsens nuvarande parlamentsledamot är Alex Sobel (Labour, vald 2017).